# Celeste Plak
Celeste Elle Plak (Tuitjenhorn, 26 de outubro de 1995) é uma voleibolista holandesa que desempenha a função de ponteira passadora. Plak é a primeira mulher negra a defender a Seleção da Holanda na história. Atualmente joga pelo clube brasileiro Gerdau/Minas e pela Seleção Holandesa. 

## Carreira
Participa ativamente da Seleção Holandesa de Vôlei desde 2013, onde teve sua primeira convocação. A partir daí, disputou constantemente campeonatos internacionais, como os Jogos Olímpicos Rio 2016, onde a Holanda obtém um histórico quarto lugar. Possui duas medalhas de prata e uma de bronze no Campeonato Europeu de Vôlei.  
Em 6 de julho é anunciado seu nome pelo técnico Felix Koslowski na lista de convocação para sua segunda participação nos Jogos Olímpicos Paris 2024 defendendo o time nacional. 

## Vida Pessoal
Seu pai, Kenneth Plak, nascido no Suriname, foi um atleta campeão mundial de kickboxing. Sua mãe, Karin é holandesa. Seu irmão, Fabian Plak também é jogador de vôlei e atua na posição de central pela seleção nacional.   

## Clubes
| Clube                         | De        | A         |
| ----------------------------- | --------- | --------- |
| VV De Boemel                  | 2001-2002 | 2009-2010 |
| VV Dinto                      | 2010-2011 | 2011-2012 |
| VV Alterno                    | 2012-2013 | 2013-2014 |
| Volley Bergamo                | 2014-2015 | 2015-2016 |
| Igor Gorgonzola Novara        | 2016-2017 | 2018-2019 |
| Aydın Büyükşehir Belediyespor | 2019-2020 | 2019-2020 |
| Victorina Himeji              | 2021-2022 | 2022-2023 |
| Aeroitalia SMI Roma Volley    | 2023-2024 | 2023-2024 |
| Beşiktaş Ayos                 | 2023-2024 | 2023-2024 |
| Gerdau/Minas                  | 2024-2025 | 2024-2025 |
| Numia Vero Volley Milano      | 2025-2026 | 2025-2026 |

### Clubes
- Campeonato Italiano Serie A1: 2017/18, 2018/19

- Supercopa Italiana de Voleibol Feminino: 2019

- Supercopa Italiana de Voleibol Feminino: 2018
- Liga dos Campeões da Europa de Voleibol Feminino: 2019
- Supercopa Brasileira de Voleibolː 2024

### Seleção Holandesa
- Copa Yeltsin: 2014
- Montreux Volley Masters: 2015
- Campeonato Europeu: 2015
- Grand Prix de Voleibol: 2016
- Campeonato Europeu: 2017
- Campeonato Europeu: 2023